# Kainantu
Kainantu est une ville de la Hautes-Terres orientales dans le district de Kainantu en Papouasie-Nouvelle-Guinée. La ville acquiert une importance lors de la Seconde Guerre mondiale en raison de la présence de son aérodrome. De nos jours, la ville sert de marché pour les producteurs locaux. La ville est située sur la Highlands Highway à 170 km à l'ouest de Lae et à 90 km à l'est de Goroka. Près de la ville se trouve le temple missionnaire Ukarumpa (en) dans la vallée d'Aiyura (en).

## Histoire

### Début
Le territoire de Kainantu est exploré en 1929 par deux missionnaires luthériens, Pilhofer et Bergmann,, et à nouveau en 1930 par les explorateurs australiens Mick Leahy et Mick Dwyer.

### Premières missions
Pendant la période de la Nouvelle-Guinée allemande, le secteur fait partie de la Terre de l'Empereur-Guillaume. Des missionnaires luthériens établissent une première mission à Finschhafen avant de se diriger dans la vallée Markham (en) dans les Hautes-terres orientales. Entre 1916 et 1918 est créée la station de Kaiapit (en) par la Neuendettelsau Mission Society sous le contrôle de Johann Flierl (en). En 1919, dix-huit évangélistes Yabem résident dans la région et prennent contact avec de petits groupes indigènes de la vallée des Hautes-terres orientales,.
Ces contacts primitifs avec les Gadsup amènent durant les années 1920 à la création de stations évangélistes plus reculées dans les régions du Binumarien et Wampur (en). Les missionnaires luthériens Pilhofer et Bergmann explorent la région,, et en 1931 installent une mission temporaire, une maison de matériel de brousse et une petite ferme. En 1933, un poste plus convenable est établi à Onerunka, près de Kainantu où se regroupent un petit groupe de prospecteurs d'or et des officiers du gouvernement du poste de contrôle de l'Upper Ramu,.

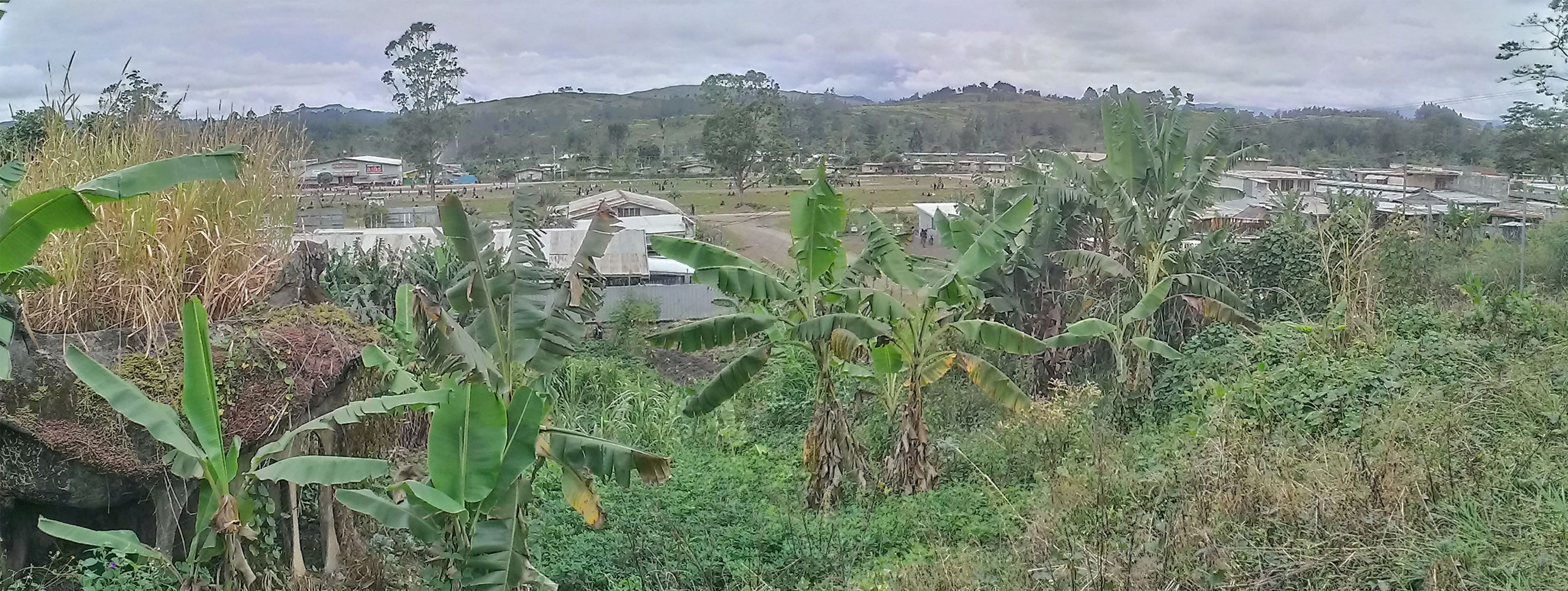
Vue depuis la croix du Souvenir sur Kainantu

En 1934, un groupe composé d'un missionnaire européen et de dix évangélistes des îles Salomon de l'Église adventiste du septième jour s'installe à Kainantu. Il augmente à 40 personnes l'année suivante. Le nombre de missions adventistes atteint 19 contre 17 postes pour les luthériens. Ce nombre diminue après la guerre,.
Pendant les années 1930, des guerres régionales aboutissent à la mort de deux Européens, ce qui conduit ensuite à des représailles. Par la suite, une épidémie de grippe conduit à de nombreuses accusations de sorcellerie et à nouveau à des combats tribaux. James Taylor, fonctionnaire du gouvernement de Kainantu, tente d'entamer un processus de « rééducation »,.

#### Mouvement de pacification
En réponse à ces troubles, l'administration amende les Uncontrolled Areas Ordinance (1925) afin de restreindre les mouvements européens dans les hautes terres. En dehors des fonctionnaires gouvernementaux, les Européens ne sont plus autorisés à entrer dans les Hautes terres. Par la suite, les travaux missionnaires sont interdits,.
En 1934, Hans Flierl, le fils de Johann Flierl (en), dirige 19 avant-postes évangélistes autour de Kainantu depuis la mission Onerunka. En réponse à la proclamation du gouvernement, Flierl conduit un grand groupe de guerriers à Kainantu, où ils ont déposé des armes et des objets de sorcellerie pour qu'Aitchison les détruise. Ces événements ont déclenché une réaction en chaîne de Dunantina, à l'ouest, à Pundibassa, à l'est. Au cours des mois suivants, des groupes de guerriers de plus en plus nombreux arrivent à Kainantu pour détruire les 21 instruments de guerre. Ce n'est que dans les régions de Kainantu que les missionnaires ont réussi à faire lever les interdictions du gouvernement et, à la suite des actions des missionnaires de Kainantu, la politique du gouvernement a été modifiée,.

### Mission luthérienne suivante
En 1940, le poste d'Onerunka dirige 25 avant-postes et 16 écoles. Après la Seconde Guerre mondiale, est entamée la construction de 60 chapelles,.

### Deuxième Guerre mondiale

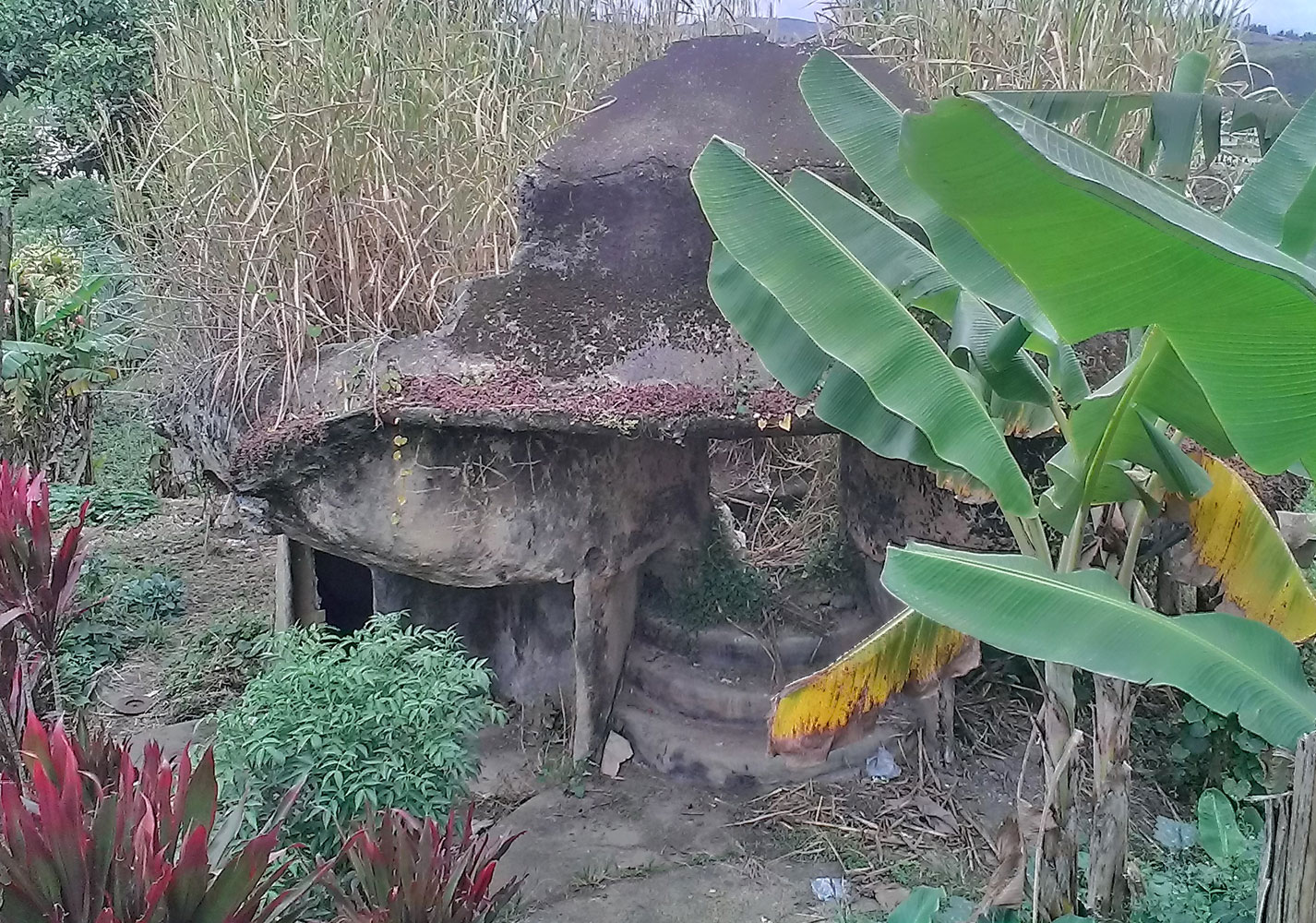
Structure de béton, décrite comme un bunker japonais par les résidents locaux.

En 1943, les troupes japonaises parviennent à entrer dans les Haute-terres orientales à la faveur de plusieurs raids aériens. Ces raids amènent la création de plusieurs aérodromes dont un à Kainantu,.
Le quartier-général du 2/7th Commando Squadron (en) (Bena Force (en)) est ravitaillé par des fournitures provenant de Kainantu. Ce bâtiment, construit par l'architecte Rex Addison devient le Lae technical college pendant les années 1960 et 1970.

### Années 1960
M. Graham Pople, un ancien kiap (officier de patrouille) et membre de la première Assemblée de Papouasie-Nouvelle-Guinée entre 1964 et 2010, écrit The Popleography qui décrit la région de Kainatu durant les années 1960 dans les mots suivant,:
« Kainantu était une charmante petite ville au début des années 60 et prospérait grâce à de nombreuses plantations de café établies dans la région et également d'or. C'était le centre de la ruée vers l'or au début des années 1930. L'Institut d'été de linguistique avait son siège en PNG à Ukarumpa, juste de l'autre côté de la colline de Kainantu, où était également établie la station agricole d'Aiyura. Il y avait une population non autochtone assez importante, pour un bureau de sous-district, dans la région. Kainantu possédait sa propre piste d'atterrissage et la ville s'était développée autour de cet élément, avec le bureau de district au nord et l'hôpital à l'extrémité sud-ouest. Il y avait un parcours de golf de neuf trous avec un club house très fréquenté. Un hôtel était situé sur une colline au-dessus de la commune principale et était géré par un couple hollandais très hospitalier. L'Armée du Salut était active dans la région et, sur la route d'Okapa, elle possédait un terrain d'environ 200 acres où elle cultivait des pommes de terre à des fins commerciales et où elle organisait des cours bibliques. »